# Midori Francis
Midori Francis, pseudonimo di Midori Anne Iwama (Lakewood, 16 aprile 1994), è un'attrice statunitense la cui carriera è iniziata a teatro vincendo il NYIT Award, l'Obie Award e il Drama Desk Award, per poi divenire nota al grande pubblico interpretando i ruoli della coprotagonista della commedia romantica Netflix del 2020 Dash & Lily e della dottoressa Mika Yasuda in Grey's Anatomy.

## Biografia

### Primi anni
Midori Francis è nata a Lakewood, New Jersey, da Joanne and Ken Iwama, in una famiglia di discendenze giapponesi da parte di padre ed irlandesi e italiane da parte di madre. Suo padre è il rettore dell'Indiana University Northwest e le ha messo lo stesso nome di sua madre. Riguardo l'essere cresciuta in una città prevalentemente bianca tra gli anni '90 e '2000 ha dichiarato: «sono stata presa in giro molto per essere asiatica, mi hanno bullizzata e hanno fatto sentire brutta o strana». Si identifica come Hapa, termine con cui si indicano le persone di origine mista europea e asiatica o delle isole del Pacifico.
Francis ha freqeuntato la Rumson-Fair Haven Regional High School, dopodiché ha conseguito un BFA in recitazione al dipartimento d'arti della Rutgers University nel 2014 e ha in seguito studiato a Londra con Tim Carroll prendendo parte a una produzione di I due gentiluomini di Verona allo Shakespeare's Globe.

### Carriera
Dopo essersi laureata alla Rutgers, Francis ha partecipato alle produzioni teatrali regionali di Vanya and Sonia and Masha and Spike e Peter and the Starcatcher rispettivamente nei ruoli di Nina e Molly, vincendo il premio come miglior attrice ai New York Independent Theater Awards del 2016 e una nomination al miglior cast per l'opera Off-Broadway Connected al 59E59 Theaters dove ha vestito il suo ruolo di Meghan. Dal 2017 al 2018, ha fatto parte del cast originale di The Wolves, aggiudicandosi sia l'Obie che il Drama Desk Award e venendo nominata a quest'ultimo anche nella categoria miglior attrice in un'opera teatrale per la sua performance in Usual Girls.
Nel 2018, Francis ha fatto il suo debutto cinematografico in Ocean's 8, mentre l'anno seguente è apparsa in South Mountain e Good Boys - Quei cattivi ragazzi. Nell'ottobre 2019, è stato annunciato che avrebbe recitato nel suo primo ruolo da protagonista al fianco di Austin Abrams nella commedia romantica natalizia di Netflix Dash & Lily, adattamento dell'omonimo romanzo per giovani adulti di David Levithan e Rachel Cohn, distribuito nel 2020 come serie. Francis è stata inclusa nel processo creativo, incorporando elementi del suo background e delle sue esperienze di vita reale nel personaggio, per la cui interpretazione ha ricevuto una nomination come miglior attrice ai Daytime Emmy Awards del 2021.
È successivamente apparsa al fianco di Vitoria Justice nella commedia fantasy di Netflix del 2021 Afterlife of the Party. A marzo dello stesso anno è stato annunciato che Francis si sarebbe unita al cast della commedia drammatica HBO Max di Mindy Kaling The Sex Lives of College Girls debuttata quello stesso novembre.
Nel gennaio 2022 è entrata nel cast del film TV Unseen, debutto alla regia di Yoko Okumura. A luglio dello stesso anno viene ufficializzato il suo ingresso nel cast regolare della diciannovesim stagione di Grey's Anatomy, serie che tuttavia abbandona nel 2024.

## Vita privata
Francis si è spesso espressa riguardo alla rappresentazione asiatica nei media e ha parlato di frequente della sua esperienza come asiatico-americana a Hollywood.
Si identifica come queer.

## Filmografia

### Attrice

#### Cinema
- Killing Machine, regia di Tony Shtufaj - cortometraggio (2018)
- Ocean's 8, regia di Gary Ross (2018)
- South Mountain, regia di Hilary Brougher (2019)
- Good Boys - Quei cattivi ragazzi (Good Boys), regia di Gene Stupnitsky (2019)
- Bless This Mess, regia di Alex Trow - cortometraggio (2019)
- Chemistry of Mood, regia di Noah Schamus - cortometraggio (2019)
- Afterlife of the Party, regia di Stephen Herek (2021)
- Complicated Order, regia di Emmie Lichtenberg - cortometraggio (2023)

#### Televisione
- Younger - serie TV, episodio 3x02 (2016)
- Gotham - serie TV, episodio 4x07 (2017)
- Divorce - serie TV, episodio 2x07 (2018)
- Paterno, regia di Barry Levinson - film TV (2018)
- The Birch - serie TV, 8 episodi (2019)
- Dash & Lily - serie TV, 8 episodi (2020)
- The Sex Lives of College Girls - serie TV, 11 episodi (2021-2024)
- Grey's Anatomy - serie TV, 38 episodi (2022-2024)
- Unseen, regia di Yoko Okumura - film TV (2023)

### Doppiatrice
- Robot Chicken – serie animata, episodio 11x02 (2021)

## Teatro
- Vanya and Sonia and Masha and Spike (Syracuse Stage, 2014)
- Peter and the Starcatcher (Wells Theatre, 2015)
- Connected (59E59 Theaters, 2016)
- The Wolves (The Duke on 42nd Street, Mitzi Newhouse Theater, New York Stage and Film, 2017−2018)
- Before the Meeting (Williamstown Theatre Festival, 2019)
- Usual Girls (Roundabout Theatre Company, 2019)

## Doppiatrici italiane
Nelle versioni in italiano delle opere in cui ha recitato, Midori Francis è stata doppiata da:
- Tiziana Martello in Good Boys - Quei cattivi ragazzi
- Agnese Marteddu in Dash & Lily
- Ughetta d'Onorascenzo in Afterlife of the Party
- Rossa Caputo in Grey's Anatomy

Come doppiatrice, è stata sostituita da:
- Antonella Baldini in Robot Chicken